# Diaspidiotus bumeliae
Diaspidiotus bumeliae är en insektsart som beskrevs av Ferris 1938. Diaspidiotus bumeliae ingår i släktet Diaspidiotus och familjen pansarsköldlöss. Inga underarter finns listade i Catalogue of Life.